# 瓦爾瓦羅-亞歷山德里夫卡
48°23′31″N 31°8′20″E / 48.39194°N 31.13889°E
瓦爾瓦羅-亞歷山德里夫卡（烏克蘭語：Варваро-Олександрівка），是烏克蘭中部基洛夫格勒州新烏克蘭卡區多布罗韦利奇基夫卡市镇内的村落。面積0.74平方公里，海拔高度179米，2001年人口320，人口密度每平方公里430.7人。